# Tangarovití
Tangarovití (Thraupidae) jsou čeleď amerických pěvců z podřádu zpěvní. Slovo tangara pochází z indiánského jazyka Tupí, kde ale označuje jinou skupinu pěvců, a to podobně pestré pipulky. Tangary rodu Thraupis mají v tupíjštině název tié. Odtud bylo v 16. století přejato do portugalštiny a posléze dalších evropských jazyků. Tangarovití jsou nejpočetnější čeledí a tvoří 4 % všech ptáků na planetě – v červenci 2023 čeleď zahrnovala 386 druhů, které byly rozděleny do 105 rodů.

## Popis

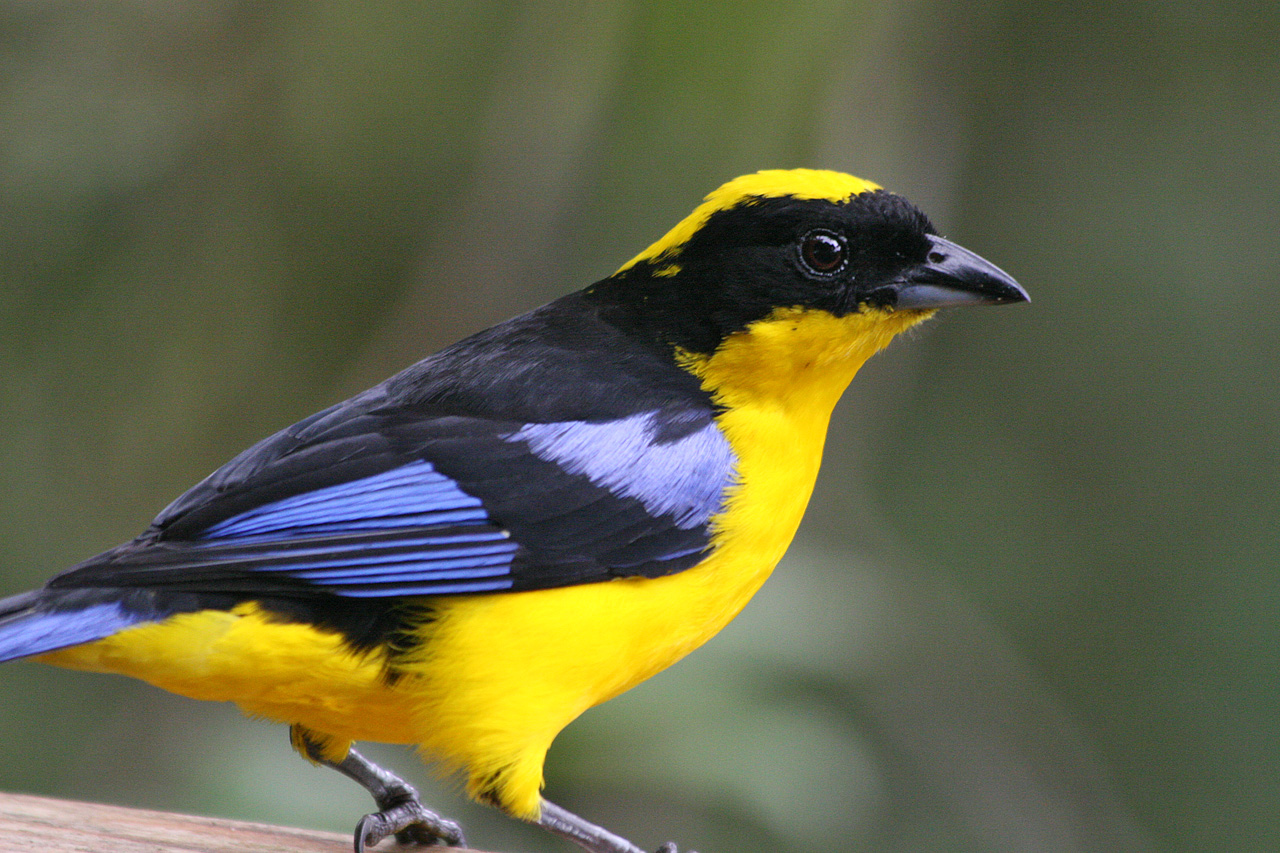
Tangara jižní

Druhy z čeledi tangarovitých jsou různorodé, ale obecně se jedná o malé až střední pěvce s výrazným a pestrým zbarvením u samců a "nudnějším" zbarvením u samic. Ptáčata se většinou podobají samicím. Pohlavní dimorfismus je výrazný. Nejmenším z podřazných druhů je pitpit bělouchý se svými 9 cm na délku, naopak největší je se svými 28 cm strakovec velký, monotypický pták. Avšak tento strakovec není nejtěžší, za nejtěžší druh tangarovitých se může považovat tangara bělokápá, opět monotypický druh.

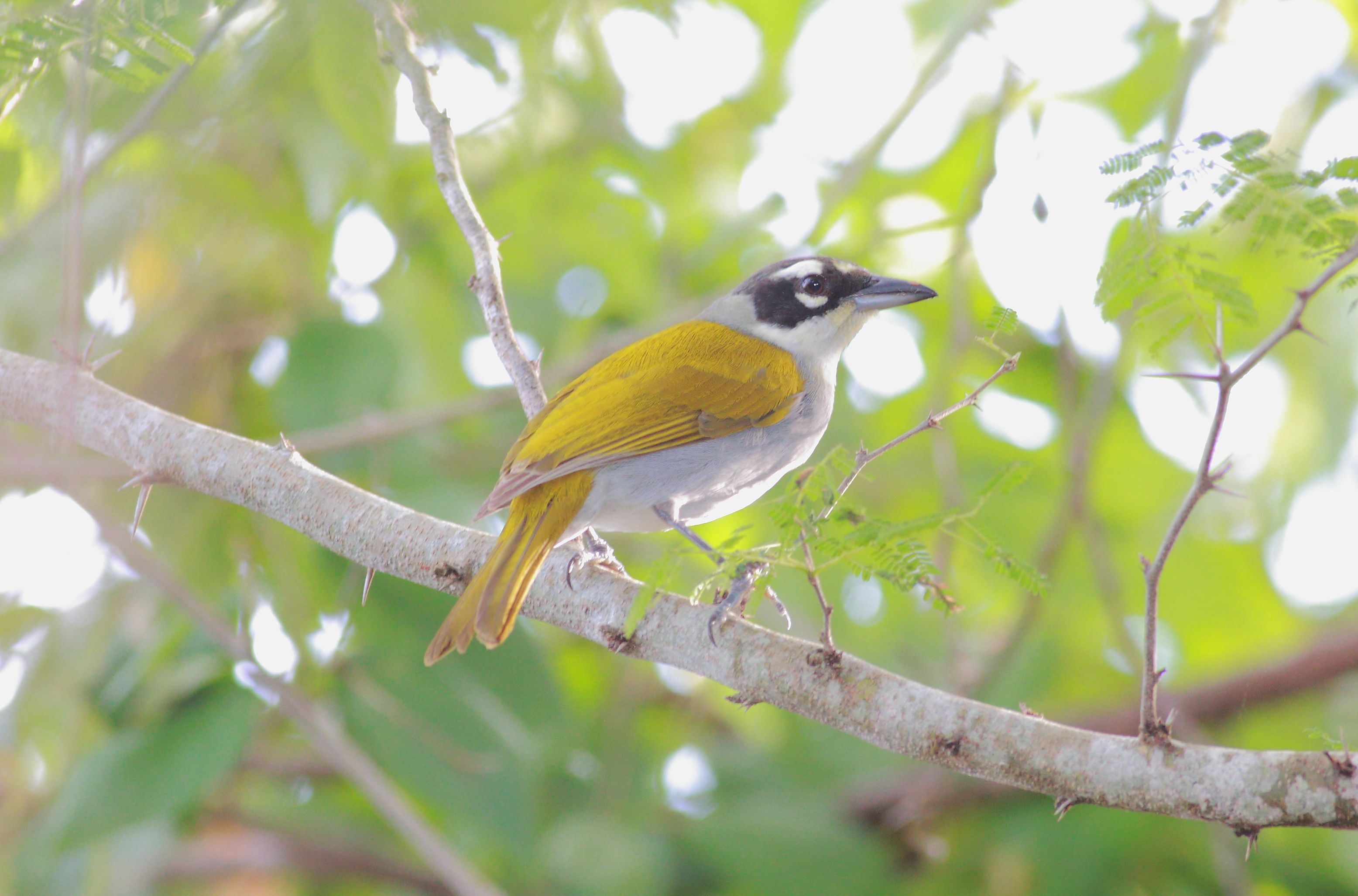
Tangara hispaniolská

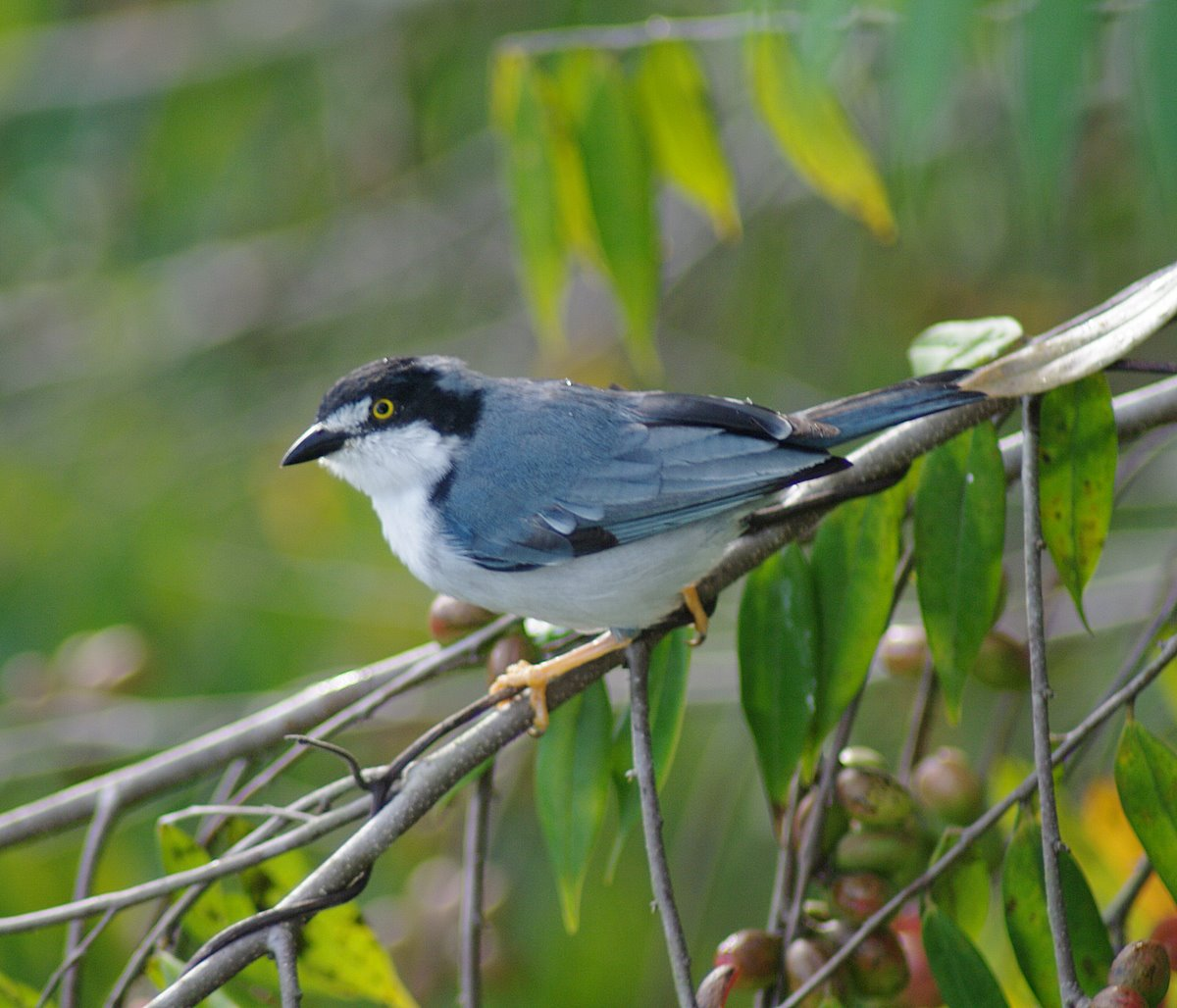
Tangara mitrovitá

## Ekologie
Jedná se o ptáky obývající Střední a Jižní Ameriku, nejčastěji tropické vlhké oblasti. Sdružují se do hejn od pěti do pěti desítek. Hnízdění probíhá u většinu druhů po období dešťů a průměrná snůška samic je okolo 8 vajec, které klade do miskovitého hnízda. Nejedná se o agresivní druhy, naopak, dobře se snášejí i s jinými ptáky a samci nejsou agresivní ani v době hnízdění. Co se potravy týče, pak se liší u jednotlivých druhů, ale snad u všech z nich je na jídelníčku malý hmyz a bobule.

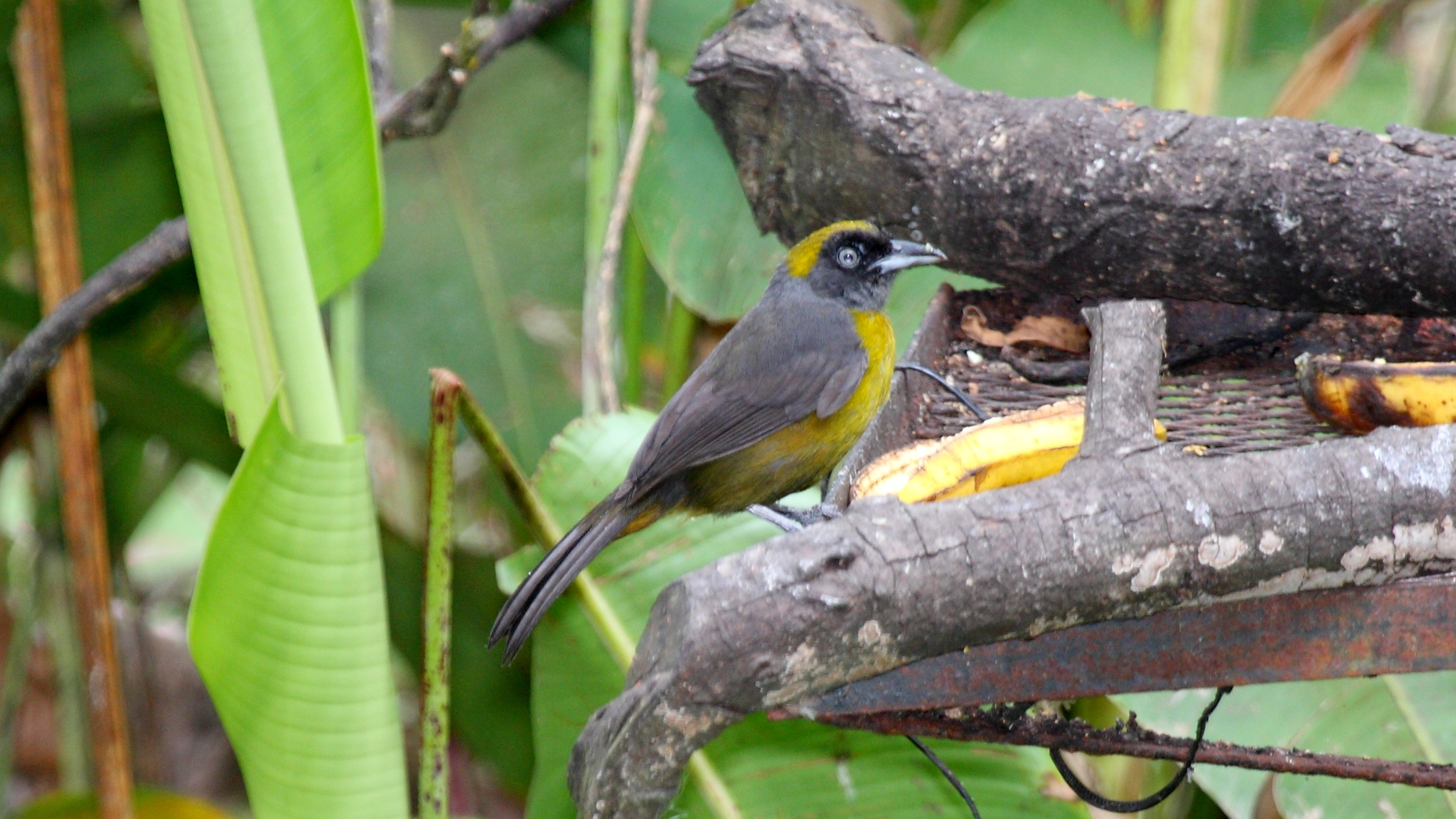
Tangara Cassinova

## Fylogeneze a taxonomie
Molekulárně-fylogenetické studie vztahů druhů uvnitř čeledi přinesly několik nových poznatků. Nejprve byly rody Chlorophonia a Euphonia přesunuty do čeledi pěnkavovitých (Fringillidae), k níž ve skutečnosti patří. Na druhou stranu bylo zjištěno, že severoamerické rody Habia, Piranga a Chlorothraupis patří k čeledi kardinálovití (Cardinalidae). Naopak několik rodů, dříve řazených k různým skupinám strnadů, bylo přesunuto mezi tangarovité. Výsledkem je velmi početná a heterogenní čeleď. Dříve byla čeleď obvykle řazena do tří podčeledí.
Převážná většina druhů tangar dnes žije v Jižní Americe, kde se podle současných názorů tato skupina také vyvinula; mnoho druhů však žije také ve Střední Americe. Studie nížinných tangar ukázala, že osídlily Střední Ameriku opakovaně v dobách vynoření Panamské šíje a Střední Amerika je do značné míry zdrojem jejich značné pestrosti, protože zde vždy po izolaci docházelo k samostatnému vývoji jednotlivých linií. V rámci této čeledi se odvozují i zástupci tzv. Darwinových pěnkav, proslulí svou adaptivní radiací na Galapágách. Sesterskou skupinou tangarovitých jsou zřejmě kardinálovití (Cardinalidae).

### Podřazené rody
V květnu roku 2024 se rozeznávaly následující rody:
- Acanthidops
- Anisognathus
- Asemospiza
- Bangsia
- Buthraupis
- Calochaetes
- Camarhynchus
- Castanozoster
- Catamblyrhynchus
- Catamenia
- Certhidea
- Chalcothraupis
- Charitospiza
- Chlorochrysa
- Chlorophanes
- Chlorornis
- Chrysothlypis
- Cissopis
- Cnemathraupis
- Cnemoscopus
- Coereba
- Compsothraupis
- Conirostrum
- Conothraupis
- Coryphaspiza
- Coryphospingus
- Creurgops
- Cyanerpes
- Cyanicterus
- Cypsnagra
- Dacnis
- Diglossa
- Diuca
- Donacospiza
- Dubusia
- Emberizoides
- Embernagra
- Eucometis
- Euneornis
- Geospiza
- Geospizopsis
- Gubernatrix
- Haplospiza
- Heliothraupis
- Hemithraupis
- Heterospingus
- Idiopsar
- Incaspiza
- Iridophanes
- Iridosornis
- Ixothraupis
- Kleinothraupis
- Lanio
- Lophospingus
- Loriotus
- Loxigilla
- Loxipasser
- Melanodera
- Melanospiza
- Melopyrrha
- Microspingus
- Nemosia
- Neothraupis
- Nephelornis
- Nesospiza
- Orchesticus
- Parkerthraustes
- Paroaria
- Phonipara
- Phrygilus
- Piezorina
- Pinaroloxias
- Pipraeidea
- Platyspiza
- Poospiza
- Poospizopsis
- Pseudosaltator
- Pseudospingus
- Ramphocelus
- Rauenia
- Rhodospingus
- Rhopospina
- Rowettia
- Saltator
- Saltatricula
- Schistochlamys
- Sericossypha
- Sicalis
- Sphenopsis
- Sporathraupis
- Sporophila
- Stephanophorus
- Stilpnia
- Tachyphonus
- Tangara
- Tephrophilus
- Tersina
- Thlypopsis
- Thraupis
- Tiaris
- Urothraupis
- Volatinia
- Xenodacnis
- Xenospingus

### Rody vyčleněné z tangarovitých do jiných čeledí
Passerellidae
- Chlorospingus
- Oreothraupis

Cardinalidae 
- Piranga
- Habia
- Chlorothraupis
- Amaurospiza

Fringillidae
- Euphonia
- Chlorophonia

Phaenicophilidae
- Microligea
- Xenoligea
- Phaenicophilus

Mitrospingidae 
- Mitrospingus
- Orthogonys
- Lamprospiza

Nesospingidae
- Nesospingus[7][10]

Spindalidae
- Spindalis[7][10]

Calyptophilidae
- Calyptophilus[7][10]

Rhodinocichlidae
- Rhodinocichla [7][10]